# هاینریش آدولف فون باردلیبن
هاینریش آدولف فون باردلیبن (آلمانی: Heinrich Adolf von Bardeleben؛ ‏ ۱ مارس ۱۸۱۹ – ۲۴ سپتامبر ۱۸۹۵) جراح و استاد دانشگاه اهل آلمان بود.
وی دانش‌آموختهٔ رشته پزشکی در دانشگاه هایدلبرگ، دانشگاه گیسن، دانشگاه پاریس و دانشگاه هومبولت برلین و یکی از پزشکان بیمارستان مشهور شاریته بود. وی همچنین طی سال‌های ۱۸۷۷–۱۸۷۶ میلادی، رئیس دانشگاه برلین بود.
شهرت او به واسطهٔ ابداع روش‌های نوآورانهٔ جراحی است و او یکی از نخستین کسانی است که در قارهٔ اروپا، از متدولوژی جوزف لیستر برای درمان ضدعفونی‌کننده زخم‌ها استفاده کرد. او طی جنگ اتریش و پروس (۱۸۶۶) و جنگ فرانسه و پروس (۱۸۷۰–۷۱) به عنوان پزشک عمومی در ارتش خدمت کرد.